# 森高千里
森高 千里（もりたか ちさと、1969年〈昭和44年〉4月11日 - ）は、日本のシンガーソングライター、マルチプレイヤー。
アップフロントクリエイト所属。
1987年に歌手としてメジャー・デビューを果たす。その後、様々な楽器（ドラムやギター、スチールパンなど）に触れながら表現手法を拡張し続け、ライブ活動を中心に、雑誌連載や音楽番組のMCなどの分野で活動している。
実父はロカビリーバンドオレンジ・ヒルで活動していた森高茂一、夫は俳優の江口洋介。

## 経歴
1969年、大阪府茨木市に生まれる。幼少時に一家で熊本県熊本市に移る。

### 1980年代
九州女学院在学中に「ル・パラディ」を結成してバンド活動を始める。ボーカルではなく、ドラムやベースギターを担当していた。高校を卒業したら熊本でピアノの先生になるつもりだったという。1986年夏、大塚製薬が主宰した「第1回ポカリスエット・イメージガールコンテスト」でグランプリを受賞。同コンテストで審査員を務めていた糸井重里とCMで共演。同年冬に芸能活動を本格化させるため上京。堀越高等学校に編入する。
1987年春、東宝映画『あいつに恋して』（同年5月30日公開）にヒロイン・松前千里役で出演、同年5月25日に同映画の主題歌「NEW SEASON」で歌手デビュー。当初は女優・タレント活動と両立して歌手活動を行っており、芸能界デビュー後初めてのレギュラー番組はTVハッカー。同年9月7日の渋谷LIVE INNでの初ライブをきっかけに徐々に歌手活動に重きを置くようになる。
1988年、アルバム『ミーハー』のタイトルトラック「ミーハー」で初めて作詞を手掛ける。同年夏、ツアーのリハーサル中に腹痛で1週間の入院生活を余儀なくされ、それを機に女優・タレント業との並行活動を断念し、歌手活動に専念することになった。この時期の入院体験をもとに「ザ・ストレス」を書き、歌詞のユニークさを注目されて以降、ほぼ全ての作詞を自ら手掛けるようになる。また同作のPVで、森高千里の代名詞となる「コスプレ」が初登場。
1989年、南沙織の楽曲のリメイク「17才」がヒット。また、『非実力派宣言』や1990年リリースの『古今東西』などの作品で、個性的な作詞センスが高く評価されるようになる。

### 1990年代
1992年のアルバム『ROCK ALIVE』からのシングルカットとなる「私がオバさんになっても」が話題を呼び、『ROCK ALIVE』ツアー（女性ミュージシャンとしては2組目となる全都道府県制覇ツアーを敢行した。森高はこのツアーの際に「ロックンロール県庁所在地」という曲を作り上げている。）では、コンサート会場で森高と同じ衣装を作ってコスプレする女性客の姿も見られた。同年11月のアルバム『ペパーランド』からは大半の曲で自ら楽器演奏（ギター・ベース・ピアノ・ドラム等）をするようになり、それまでの打ち込み主体のサウンドから生音主体のサウンドへと路線の転換を図った。またコンサートでもこれらの楽器をそれぞれ演奏しながら歌っていた。
1993年のシングル「渡良瀬橋」「風に吹かれて」のヒットでその路線を確立するが、1994年、顎関節症のため予定されていた全国ツアーをキャンセルし、2年間のコンサート休業を余儀なくされた。この間、ミュージックステーション上で病状をファンに報告して話題になった。ツアーが出来ない時期には子供番組『ポンキッキーズ』で「ロックン・オムレツ」を披露してファン層の拡大に努め、凝ったPVを制作したり、チャリティライブに参加するなど多彩な活動を行った。
1995年、阪神・淡路大震災支援イベントで泉谷しげるのバンドに参加しドラムを担当したが、この時江口洋介がベースギターを担当していた。1997年、1998年にローソンのCMシリーズで細野晴臣と夫婦役で共演し、のちにコラボレーション・アルバム『今年の夏はモア・ベター』を発表。1999年には出身地である熊本県で開催されたくまもと未来国体のテーマソング「未来」を作詞・作曲した。
1999年6月3日、1995年から交際を続けていた俳優の江口洋介と結婚。体調を崩したため病院で検査をしたところ、妊娠3週目であることが確認されたこともあり、これを機に結婚を決意した。2000年2月に長女、2002年5月に長男を出産。1999年末に産休に入って数年は育児を優先するため、表立った芸能活動は抑えた。休業期間中もCMや雑誌の連載などの活動は行っていた。
自身の楽曲で自ら楽器演奏を行っているが、1998年に発売された泉谷しげるのアルバム『私には夢がある』でドラマーとして参加する等、他のアーティストの作品に参加する事も少なくない。

### 2000年代
2000年代に入って数年は森高自身が家庭を重視したため一時的に活動を抑制し、マスメディアへの露出も減っていったが、2002年から1男1女の母となった森高は雑誌の連載、ベストアルバムのレコーディングやCM出演などの本格的な活動も精力的に再開させている。また、ミュージシャンとしての活動も再開をし始める。
2007年5月、自身のヒット曲「渡良瀬橋」の歌碑が足利市にある渡良瀬橋のそばに完成。また同月には日産・ラフェスタのCFソングが発表された。
2008年12月6日、事務所の後輩であるシャ乱Q結成20周年記念「ハタチのシャ乱Qみんなでお祝いだ!日本武道館フェスティバル〜長いよ〜」にゲスト出演し、公の場では9年ぶりに「渡良瀬橋」（キーボードの弾き語りで披露）と「気分爽快」の2曲を歌った。
2009年4月24日放送の『僕らの音楽』（フジテレビ）にて、親交のある渡瀬マキと対談をした。
2009年11月20日放送のミュージックステーション（テレビ朝日）では稲垣潤一と「雨」をデュエットで披露し、同番組に10年ぶりの出演を果たした。また、12月2日のFNS歌謡祭（フジテレビ）にも出演し、稲垣とのデュエットだけではなく「渡良瀬橋」などの楽曲を披露した。
ハウス「ジャワカレー」のCM（2004年 - 2008年）では夫・江口洋介と共演していた。

### 2010年代
2010年代はさらにミュージシャンとしての活動や芸能活動に力を入れている。
2011年4月9日、アップフロントエージェンシー（現：アップフロントプロモーション）が山下公園で東日本大震災チャリティーイベント「がんばろうニッポン 愛は勝つ 〜From Yokohama with love〜」を開催した。同じアップフロントエージェンシー（現：アップフロントプロモーション）所属のアーティストと「愛は勝つ」を歌って募金活動を行った。
2012年5月25日、歌手デビュー25周年を機に公式ホームページをリニューアル、さらにYoutube公式チャンネル、facebook公式ページ、google+公式ページを立ち上げ、その中で、今後1年間をかけて、オリジナル楽曲200曲のセルフカバーを目玉に、他にもベストアルバムの発売等、25周年記念企画をPR、本格的に歌手活動を再開することを発表した。この日を境にしてメディアへの露出も急激に増えた。
2013年11月13日には若手DJであるtofubeatsからのオファーを受けて制作を行った「Don't Stop The Music feat. 森高千里」が収録されたtofubeatsの2ndシングル「Don't Stop The Music」が発売された。
2014年8月17日にはサマーソニック2014のレインボーステージで2013年にメジャーデビューしたばかりのtofubeatsと共演し、スタートレックをモチーフとした衣装と演出でクラブミュージック直系のエレクトロ・ポップにリミックスされた代表曲群を歌唱した。
2014年10月のツアーにおける"ダンス・モリタカ"コーナーの好評を受けて、2015年10月8・9日にかけて赤坂BLITZで"The Dance Moritaka Nights"を開催。この公演は同年12月にTBSチャンネルで放送された。
2015年7月、渡良瀬橋が足利市駅の接近メロディーになる。
2015年10月、エフエム東京で「KOSE MUSIC ON THE EDGE」担当開始。ラジオへの復帰は1998年秋改編で終了した「もっとキイトカナイト」以来17年ぶり。
2017年5月25日、歌手デビュー30周年を迎えた。
2019年1月の狭山市を皮切り12月仙台までの実に21年ぶりの全国ツアー36か所37公演「この街ツアー2019」を行った。久しぶりのコンサートツアーが好評だったことを受けて、2020年6月から2021年にかけて、同タイトルの全国ツアー第2弾を行うことを公表していたが、新型コロナウイルス感染症拡大の影響を受けて、2020年内に行うコンサート全日程について、2021年に延期または中止することを発表した。

### 2020年代
2021年6月、延期していた全国ツアーを栃木県足利市を皮切りに再スタートさせた。できるだけたくさんの人に参加してほしいことから昼夜2回公演を行うと発表した。
2022年11月28日の『Love music』で森高千里のデビュー35周年記念企画として細野晴臣と森高千里の対談が放送された。『今年の夏はモア・ベター』以来となる25年ぶりの再会となった。
2024年9月6日、過去にリリースした楽曲を各サブスクリプション型（定額制）音楽ストリーミングサービスで配信開始した。

## エピソード
- 阿蘇山を周遊する観光バスのバスガイドの1人が「森高は両親の出身地である高森町、千里は草千里から取った芸名だ」と紹介したことがあり[10]、それに対し本人はラジオや著書で何度も否定した[10]。なおこの名前は実際には当時の本名であり、森高も「母が千の字の付く名前なので、子供にも千の字を使いたく、姓名判断の先生に診てもらった上で千里と名付けたと聞いた」と著書で述べている[10]。それによると最初の名前の候補は『千愛』だったという[10]。
- ビル・ローレンスから森高モデルのエレキギターが発売されたことがある（MB-68, MB-120）。本人も実際にライブで使用していた。
- 2024年10月22日に放送された『うたコン』（NHK総合）において「自身が好きな歌姫といえば？」という質問にaikoと答えている。また、同番組に出演していたPerfumeが上記の質問をされた際に森高の名前を挙げてくれている[11][12]。
- 細野晴臣は森高と共作をした楽曲の中でも『Hey!犬』を特に気に入っていると明かしており「これこそ(森高の書いた)歌詞を見て、すぐ作り出した」「自分が作曲してきた楽曲の中でもベストに入ります。アメリカのゼ・コースターズってグループのサウンドを思い出して好きなんですよ。リズムとか」と2022年に放送された『Love music』内で話している[8]。
- 2014年7月4日には、音楽番組『僕らの音楽』の「僕らのGiRLPOP」をテーマにした回で加藤いづみ、渡瀬マキらにより、森高千里はGiRLPOPアーティストの先駆けであるという証言がされている[13]。
- 曲中のリズムパターンを絶妙なタイミングでリフレインさせる個性的な味のあるドラミングを村上"PONTA"秀一が自伝「自暴自伝」内で絶賛している。
- 吉田拓郎はミュージシャンとしての森高を「我々ミュージシャンが、今まで何十年もの期間をかけて作り上げた詞の世界観を、森高が一瞬で破壊してしまった」[14]、「その辺のドラマーより全然うまい」と高く評価しており、森高を吉田とLOVE LOVE ALL STARSとのアルバム『みんな大好き』にドラマーとして起用した。また拓郎のカバーである所ジョージの「恋の唄」でもドラムスを担当している。
- 美脚が持ち味でもある[15]。身体を動かすことが好きなため、美容維持も兼ねて様々なスポーツをやっている[16]。
- 個性的な歌詞について森高は「誰にでも気に入ってもらえるようなものを書こうと思っていないことが前提にあって、自分に合う言葉で自分が歌う分には全ての責任を自分で持てるから気が楽かなって感じです」と説明している[8]。

## 受賞歴
- 1987年、大塚製薬 第1回 ポカリスエット・イメージガールコンテスト グランプリ
- 1989年、TBSテレビ 第22回 日本有線大賞 有線音楽賞（『17才』）[17]
- 1999年、「いい夫婦の日」をすすめる会 第1回 パートナー・オブ・ザ・イヤー[18] ※ 江口洋介との共同受賞
- 2010年、NPO法人 日本マザーズ協会 第3回 ベストマザー賞 2010（音楽部門）[19]
- 2014年、九州旅客鉄道 第7回 南九州魅力発掘大賞 特別賞（くまモンもん）[20]
- 2018年、「第4回Women of Excellence Awards」スペシャリスト部門受賞[21]

## ディスコグラフィ

### シングル
|      | 発売日         | タイトル                                                            | B面/カップリング曲                                                  | オリコン最高位 | 売上げ枚数（オリコン調べ） |
| ---- | -------------- | ------------------------------------------------------------------- | ------------------------------------------------------------------- | -------------- | -------------------------- |
| 1st  | 1987年5月25日  | NEW SEASON                                                          | ピリオド（EP盤）                                                    | 23位           | 4.4万枚                    |
| 1st  | 1988年3月25日  | NEW SEASON                                                          | オーバーヒート・ナイト（CD盤）                                      | -              |                            |
| 2nd  | 1987年10月25日 | オーバーヒート・ナイト                                              | ウィークエンド・ブルー                                              | 24位           | 2.2万枚                    |
| 3rd  | 1988年2月25日  | GET SMILE                                                           | GOOD-BYE SEASON                                                     | 28位           | 1.4万枚                    |
| 4th  | 1988年4月25日  | ザ・ミーハー (スペシャル・ミーハー・ミックス)                       | ミーハー（オリジナル･ヴァージョン）                                 | 29位           | 2.9万枚                    |
| 5th  | 1988年10月25日 | ALONE                                                               | CHASE                                                               | 25位           | 2.6万枚                    |
| 6th  | 1989年2月25日  | ザ・ストレス（ストレス中近東ヴァージョン）                          | ユルセナイ                                                          | 19位           | 4.0万枚                    |
| 7th  | 1989年5月25日  | 17才                                                                | 20才                                                                | 8位            | 19.5万枚                   |
| 8th  | 1989年9月25日  | だいて (ラスベガス・ヴァージョン)                                   | 若すぎた恋                                                          | 8位            | 5.7万枚                    |
| 9th  | 1990年1月25日  | 道/青春                                                             | 道/青春                                                             | 5位            | 16.3万枚                   |
| 10th | 1990年5月25日  | 臭いものにはフタをしろ!!                                            | のぞかないで                                                        | 4位            | 11.7万枚                   |
| 11th | 1990年9月10日  | 雨                                                                  | カップ･ミュードル                                                   | 2位            | 18.0万枚                   |
| 12th | 1991年2月10日  | 勉強の歌/この街 (HOME MIX)                                          | 勉強の歌/この街 (HOME MIX)                                          | 4位            | 18.4万枚                   |
| 13th | 1991年6月25日  | 八月の恋                                                            | いつまでも                                                          | 6位            | 10.6万枚                   |
| 14th | 1991年10月25日 | ファイト!!                                                          | ひとり暮らし                                                        | 10位           | 26.9万枚                   |
| 15th | 1992年2月25日  | コンサートの夜                                                      | 続・あるOLの青春〜A子の場合〜 (Moritaka Connection)                 | 7位            | 10.4万枚                   |
| 16th | 1992年6月25日  | 私がオバさんになっても（シングル・ヴァージョン）                    | 自転車通学                                                          | 15位           | 22.8万枚                   |
| 17th | 1993年1月25日  | 渡良瀬橋/ライター志望                                               | 渡良瀬橋/ライター志望                                               | 9位            | 31.0万枚                   |
| 18th | 1993年4月10日  | 私の夏                                                              | ロックンロール県庁所在地（シングル･ヴァージョン）                   | 5位            | 38.2万枚                   |
| 19th | 1993年6月25日  | ハエ男（シングル・ヴァージョン）/Memories（シングル・ヴァージョン） | ハエ男（シングル・ヴァージョン）/Memories（シングル・ヴァージョン） | 12位           | 13.6万枚                   |
| 20th | 1993年10月11日 | 風に吹かれて                                                        | 九州育ち                                                            | 1位            | 38.1万枚                   |
| 21st | 1994年1月25日  | ロックン・オムレツ                                                  | ロックン・オムレツ（オリジナル･カラオケ）                           | 13位           | 10.0万枚                   |
| 22nd | 1994年1月31日  | 気分爽快                                                            | 手をたたこう2                                                       | 3位            | 43.8万枚                   |
| 23rd | 1994年5月10日  | 夏の日                                                              | こわい夢                                                            | 5位            | 40.9万枚                   |
| 24th | 1994年10月10日 | 素敵な誕生日/私の大事な人 (シングル・ヴァージョン)                  | 素敵な誕生日/私の大事な人 (シングル・ヴァージョン)                  | 1位            | 38.0万枚                   |
| 25th | 1995年2月10日  | 二人は恋人                                                          | 若さの秘訣（シングル・ヴァージョン）                                | 5位            | 44.4万枚                   |
| 26th | 1995年10月10日 | 休みの午後                                                          | 忘れ物                                                              | 5位            | 21.9万枚                   |
| 27th | 1995年12月1日  | ジン ジン ジングルベル                                              | GIN GIN ジングルベル                                                | 2位            | 25.6万枚                   |
| 27th | 1995年12月1日  | ジン ジン ジングルベル                                              | 一月一日                                                            | 2位            | 25.6万枚                   |
| 28th | 1996年2月19日  | SO BLUE                                                             | 千里サンバ                                                          | 7位            | 27.0万枚                   |
| 29th | 1996年6月10日  | ララ サンシャイン                                                   | むかしの人は…                                                       | 5位            | 17.9万枚                   |
| 29th | 2008年4月16日  | ララ サンシャイン                                                   | むかしの人は…                                                       | 79位           |                            |
| 30th | 1996年11月11日 | 銀色の夢                                                            | 太陽と青い月（太陽神ヴァージョン）                                  | 9位            | 23.6万枚                   |
| 31st | 1997年2月25日  | Let's Go!                                                           | Let's Go! (II)                                                      | 19位           | 9.3万枚                    |
| 31st | 1997年2月25日  | Let's Go!                                                           | ボーッとしてみよう (Sweet Baby Version)                             | 19位           | 9.3万枚                    |
| 31st | 1997年2月25日  | Let's Go! EP                                                        | 見たとおりよ私 (Noisy Instrumental)                                 | -              |                            |
| 31st | 1997年2月25日  | Let's Go! EP                                                        | ミラクルウーマン (Miracle master mix)                               | -              |                            |
| 31st | 1997年2月25日  | Let's Go! EP                                                        | パッパッパヤ (Smoosy)                                               | -              |                            |
| 32nd | 1997年6月11日  | SWEET CANDY                                                         | 未来                                                                | 10位           | 9.3万枚                    |
| 33rd | 1997年10月15日 | ミラクルライト                                                      | ミラクルウーマン                                                    | 20位           | 3.0万枚                    |
| 34th | 1997年11月19日 | SNOW AGAIN                                                          | パッパッパヤ                                                        | 9位            | 13.4万枚                   |
| 35th | 1998年3月4日   | 電話                                                                | DRAGON                                                              | 17位           | 5.8万枚                    |
| 36th | 1998年7月15日  | 海まで5分                                                           | Sleeping Night Blues                                                | 20位           | 3.2万枚                    |
| 37th | 1998年10月1日  | 冷たい月                                                            | 危険な舗道（5ヴァージョン）                                         | 33位           | 1.4万枚                    |
| 38th | 1999年3月17日  | 私のように                                                          | SPACE                                                               | 37位           | 1.1万枚                    |
| 39th | 1999年5月19日  | まひるの星                                                          | 雨 (1999)                                                           | 41位           | 2.3万枚                    |
| 40th | 1999年10月1日  | 一度遊びに来てよ'99/EVERY DAY                                       | 一度遊びに来てよ'99/EVERY DAY                                       | 60位           | 0.4万枚                    |
|      | 2009年11月25日 | 雨 (as right as rain mix)/渡良瀬橋                                  | 雨 (as right as rain mix)/渡良瀬橋                                  |                |                            |
|      | 2019年11月3日  | OVERHEAT NIGHT (EXTENDED MIX)【12インチ・アナログ・シングル】       | OVERHEAT NIGHT (INSTRUMENTAL)                                       | 80位           |                            |

### 企画盤
|     | 発売日         | タイトル        | オリコン最高位 |
| --- | -------------- | --------------- | -------------- |
| 1st | 2017年11月15日 | 渡良瀬橋 完全版 | 15位           |

### アルバム

#### オリジナルアルバム
|      | 発売日         | タイトル               | オリコン最高位 |
| ---- | -------------- | ---------------------- | -------------- |
| 1st  | 1987年7月25日  | NEW SEASON             | 21位           |
| 2nd  | 1988年3月25日  | ミーハー               | 17位           |
| 3rd  | 1988年11月17日 | 見て                   | 5位            |
| 4th  | 1989年7月25日  | 非実力派宣言           | 2位            |
| 5th  | 1990年10月17日 | 古今東西               | 1位            |
| 6th  | 1992年3月25日  | ROCK ALIVE             | 3位            |
| 7th  | 1992年11月18日 | ペパーランド           | 5位            |
| 8th  | 1993年5月10日  | LUCKY 7                | 3位            |
| 9th  | 1994年7月25日  | STEP BY STEP           | 3位            |
| 10th | 1996年7月15日  | TAIYO                  | 3位            |
| 11th | 1997年7月16日  | PEACHBERRY             | 4位            |
| 12th | 1998年5月21日  | 今年の夏はモア・ベター | 10位           |
| 13th | 1998年9月9日   | Sava Sava              | 7位            |

#### ミニアルバム
|     | 発売日        | タイトル       | オリコン最高位 |
| --- | ------------- | -------------- | -------------- |
| 1st | 1988年7月10日 | ロマンティック | 22位           |

#### リミックスアルバム
|     | 発売日         | タイトル   | オリコン最高位 |
| --- | -------------- | ---------- | -------------- |
| 1st | 1989年12月10日 | 森高ランド | 3位            |
| 2nd | 1991年7月10日  | ザ・森高   | 2位            |
| 3rd | 1999年11月3日  | mix age*   | 30位           |

#### ベストアルバム
|     | 発売日         | タイトル                                       | オリコン最高位 |
| --- | -------------- | ---------------------------------------------- | -------------- |
| 1st | 1995年3月25日  | DO THE BEST                                    | 2位            |
| 2nd | 1999年2月15日  | The Best Selection of First Moritaka 1987-1993 | 6位            |
| 3rd | 1999年11月25日 | harvest time                                   | 82位           |
| 4th | 2004年11月26日 | MY FAVORITES                                   | 71位           |
| 5th | 2012年8月8日   | ザ・シングルス                                 | 5位            |
| 6th | 2015年11月25日 | UHQCD THE FIRST BEST SELECTION '87〜'92        | 108位          |
| 6th | 2015年11月25日 | UHQCD THE FIRST BEST SELECTION '93〜'99        | 111位          |

#### ライブアルバム
|     | 発売日        | タイトル                                 | オリコン最高位 |
| --- | ------------- | ---------------------------------------- | -------------- |
| 1st | 2013年3月30日 | YouTube公開収録 & Live at Yokohama BLITZ | -              |
| 1st | 2013年5月15日 | YouTube公開収録 & Live at Yokohama BLITZ | 69位           |

#### カラオケアルバム
|     | 発売日        | タイトル                                              | オリコン最高位 |
| --- | ------------- | ----------------------------------------------------- | -------------- |
| 1st | 1992年8月25日 | 森高千里オリジナルヒットカラオケ集 ザ・カラオケ VOL.1 | -              |

### その他の楽曲
「森高千里」名義で発表され、且つ上記各CDに未収録
| 発売日        | 作品                                                         | 参加曲                                                | 作詞     | 作曲       | 編曲     | 概要                                                                                |
| ------------- | ------------------------------------------------------------ | ----------------------------------------------------- | -------- | ---------- | -------- | ----------------------------------------------------------------------------------- |
| 1997年        | My アニバーサリー                                            | 「My アニバーサリー」（ニッセイオリジナルバージョン） | 森高千里 | 高橋諭一   |          | 日本生命『Myアニバーサリー』CMソング。 非売品プロモ8cmCDのみ収録音源。              |
| 1999年5月29日 | もういちど逢いたくて -星月童話- オリジナル・サウンドトラック | 「まひるの星（フィルムバージョン）」                  | 森高千里 | スガシカオ | 松本晃彦 | 映画『もういちど逢いたくて -星月童話-』主題歌。ボーカル、バックトラック共に新録音。 |
| 1999年9月22日 | Dear Yuming                                                  | 「あの日にかえりたい」                                | 荒井由実 | 荒井由実   | 前嶋康明 |                                                                                     |
| 2007年5月     | ラララ ドライビング ラララ ラフェスタ                        | 「ラララ ドライビング ラララ ラフェスタ」             | 村越安高 | 河野伸     | 河野伸   | 日産『ラフェスタ』CMソング。非売品。                                                |
| 2014年7月23日 | LINDBERG TRIBUTE〜みんなのリンドバーグ〜                     | 「BELIEVE IN LOVE」                                   | 渡瀬マキ | 川添智久   | 高橋諭一 |                                                                                     |

企画盤・コラボレーションでリードボーカルを担当
| 発売日         | 作品                                      | 参加曲                                                     | 作詞                                         | 作曲                                         | 編曲                            | 概要 |
| -------------- | ----------------------------------------- | ---------------------------------------------------------- | -------------------------------------------- | -------------------------------------------- | ------------------------------- | --- |
| 1999年7月7日   | 水中メガネ/七夕の夜、君に逢いたい         | 「七夕の夜、君に逢いたい」                                 | 松本隆                                       | 細野晴臣                                     | TIN PAN ALLEY                   | Chappieの3枚目のシングル |
| 2010年10月29日 | ペコちゃんの歌                            | 「ペコちゃんの歌」                                         | 麻衣                                         | 久石譲                                       | 久石譲                          | 不二家創業100周年記念ソング。全国の不二家洋菓子店店頭および不二家の通販サイトでのみ販売。 |
| 2013年9月25日  | くまモンもん                              | 「くまモンもん」                                           | 小山薫堂・KAN                                | KAN                                          | KAN                             | |
| 2013年10月23日 | Don't Stop The Music feat.森高千里        | 「Don't Stop The Music feat.森高千里 (Original Mix)」      | tofubeats Produced & Programmed by tofubeats | tofubeats Produced & Programmed by tofubeats |                                 | tofubeatsの配信限定シングル。iTunes Store先行配信。 |
| 2013年11月13日 | Don't Stop The Music                      | 「Don't Stop The Music feat.森高千里 (tofubeats URL mix)」 | tofubeats Produced & Programmed by tofubeats | tofubeats Produced & Programmed by tofubeats | tofubeatsの配信限定ミニアルバム | |
| 2013年11月13日 | Don't Stop The Music                      | 「Don't Stop The Music feat.森高千里 (tofubeats IRL mix)」 | tofubeats Produced & Programmed by tofubeats | tofubeats Produced & Programmed by tofubeats | tofubeatsの配信限定ミニアルバム | |
| 2013年12月18日 | なんできみはぼくよりぼくのことくわしいの? | 「夜の煙突」                                               | 直枝政太郎                                   | 直枝政太郎                                   |                                 | 森高千里 with カーネーション名義。 Produced by 直枝政広 2014年9月7日、森高千里公式YouTubeチャンネル「200曲セルフカヴァー」企画にてドラムスを差し替えた（森高千里ドラムヴァージョン）が公開された。 |
| 2014年10月2日  | First Album                               | 「Don't Stop The Music feat.森高千里 (Album Version)」     | tofubeats Produced & Programmed by tofubeats | tofubeats Produced & Programmed by tofubeats |                                 | tofubeatsの1stアルバム |

### タイアップ曲
| 楽曲                                             | タイアップ                                                                                    |
| ------------------------------------------------ | --------------------------------------------------------------------------------------------- |
| NEW SEASON                                       | 東宝映画『あいつに恋して』主題歌                                                              |
| ミーハー（オリジナル・ヴァージョン）             | パイオニア留守番テレフォン CMソング                                                           |
| ストレス                                         | パイオニア留守番テレフォン CMソング                                                           |
| 道                                               | グリコ『ポッキー』CMソング                                                                    |
| 青春                                             | 日本テレビ系ドラマ『いけない女子高物語』主題歌                                                |
| ザ・バスターズ・ブルース                         | パイオニア『コードレスマシーン』CMソング                                                      |
| 臭いものにはフタをしろ!!                         | パイオニア『留守番できるコードレス TF-X5』CMソング                                            |
| 勉強の歌                                         | 日本テレビ系アニメ『おちゃめなふたご クレア学院物語』オープニングテーマ                       |
| この街 (HOME MIX)                                | グリコ『ポッキー』CMソング                                                                    |
| 八月の恋                                         | テレビ朝日系『ビデオあなたが主役』エンディングテーマ                                          |
| いつまでも                                       | 日本テレビ系アニメ『おちゃめなふたご クレア学院物語』エンディングテーマ                       |
| ファイト!!                                       | フジテレビ系『バレーボールワールドカップ'91』イメージソング                                   |
| 私がオバさんになっても（シングル・ヴァージョン） | 日本テレビ系ドラマ『まったナシ!』主題歌                                                       |
| 渡良瀬橋                                         | テレビ東京系『いい旅・夢気分』エンディングテーマ                                              |
| 渡良瀬橋                                         | 九州電力『キレイ・ライフ』CMソング                                                            |
| ライター志望                                     | テレビ朝日系『クイズ!純粋男女交遊』エンディングテーマ                                         |
| 私の夏                                           | '93全日空沖縄キャンペーンソング                                                               |
| ハエ男（シングル・ヴァージョン）                 | フジテレビ系『ウッチャンナンチャンのやるならやらねば!』ハエ男コーナー挿入歌                   |
| Memories（オリジナル・ヴァージョン）             | フジテレビ系『ウッチャンナンチャンのやるならやらねば!』エンディングテーマ                     |
| 風に吹かれて                                     | 全日空『ANA's ラ・九州』キャンペーンソング                                                    |
| ロックン・オムレツ                               | フジテレビ系『ポンキッキーズ』オープニングテーマ                                              |
| 気分爽快                                         | アサヒ生ビール『Z』CFソング                                                                   |
| 気分爽快                                         | アサヒ『スタイルフリー』CMソング                                                              |
| 夏の日                                           | テレビ東京系『浅草橋ヤング洋品店』エンディングテーマ                                          |
| 素敵な誕生日                                     | アサヒ生ビール『Z』CFソング                                                                   |
| 二人は恋人                                       | 日本テレビ系ドラマ『恋も2度目なら』主題歌                                                     |
| 休みの午後                                       | テレビ東京系『いい旅・夢気分』エンディングテーマ                                              |
| GIN GIN GIN                                      | サントリー『アイス・ジン』CMソング                                                            |
| Hey,VODKA!                                       | サントリー『アイス・ジン』CMソング                                                            |
| ジン ジン ジングルベル                           | サントリー『アイス・ジン』CMソング                                                            |
| SO BLUE                                          | TBS系『COUNT DOWN TV』オープニングテーマ                                                      |
| ララ サンシャイン                                | フジテレビ『めざましテレビ』テーマソング                                                      |
| ララ サンシャイン                                | 花王『ブローネ』CMソング                                                                      |
| 銀色の夢                                         | 明治チョコレート『Meltykiss』CMソング                                                         |
| Let's Go!                                        | LAWSON「ローソンへ行かなくちゃ」CMソング                                                      |
| Let's Go! (II)                                   | LAWSON「ローソンへ行かなくちゃ」CMソング                                                      |
| SWEET CANDY                                      | LAWSON「夏のローソンへ行かなくちゃ。」CMソング                                                |
| My アニバーサリー                                | 日本生命『My アニバーサリー』CMソング ※TV-CMオリジナルバージョンは、非売品プロモ8cmCDに収録。 |
| 普通の幸せ                                       | 東京電力「'97バヂャー家シリーズ」CMソング                                                     |
| ミラクルライト                                   | LAWSON「ローソンへ行かなくちゃ。」CMソング                                                    |
| SNOW AGAIN                                       | 明治チョコレート『Meltykiss』CMソング                                                         |
| いつもの店                                       | LAWSON「ローソンへ行かなくちゃ。」CMソング                                                    |
| 電話                                             | カネボウ『SALA』CMソング                                                                      |
| 忘れかけてた夢                                   | 日本生命『ふれ愛家族ナイスケア』CMソング                                                      |
| カラーオブラブ                                   | カネボウ『SALA』CMソング                                                                      |
| ブリーズ                                         | カネボウ『SALA』CMソング                                                                      |
| ユートピア                                       | 日本生命『ふれ愛家族ナイスケア』CMソング                                                      |
| 海まで5分                                        | TBS系ドラマ『海まで5分』主題歌                                                                |
| 海まで5分                                        | Panasonic『愛情サイズTM35』CMソング                                                           |
| 冷たい月                                         | 日本テレビ開局45年記念『パリ・オランジュリー美術館展』イメージソング                          |
| 冷たい月                                         | JFN系『KADOKAWA電波マガジン』テーマソング                                                     |
| 私のように                                       | キリン『ナチュラルズ』CMソング                                                                |
| まひるの星                                       | 東宝映画『もういちど逢いたくて -星月童話-』主題歌                                             |
| EVERY DAY                                        | 日本生命『ふれあい家族ナイスケアEX』CMソング                                                  |
| 海まで5分 (Out Take)                             | Panasonic『愛情サイズ』CMソング                                                               |
| 愛情サイズの歌                                   | Panasonic『愛情サイズ』CMソング                                                               |

### 参加楽曲
| 発売日         | アーティスト                           | 作品                                      | 参加曲                                                             | 担当                                       |
| -------------- | -------------------------------------- | ----------------------------------------- | ------------------------------------------------------------------ | ------------------------------------------ |
| 1990年10月25日 | 高橋諭一                               | 風                                        | 「恋は乗りこなせないもの」                                         | コーラス                                   |
| 1991年5月25日  | カーネーション                         | エレキング                                | 「モーレツな人 モーレツな恋 -うちにかぎってそんなことはないはず-」 | デュエット                                 |
| 1994年5月25日  | 安藤治彦                               | 君を壊したい                              | 「君を壊したい」                                                   | ドラムス                                   |
| 1994年5月25日  | 安藤治彦                               | 君を壊したい                              | 「Kiss」                                                           | ドラムス                                   |
| 1995年7月21日  | 泉谷しげる                             | 追憶のエイトビート                        | 「トゥルーラブ」                                                   | ボーカル・コーラス                         |
| 1998年7月25日  | 泉谷しげる                             | 私には夢がある                            | （曲目不明）                                                       | ドラムス                                   |
| 1996年12月18日 | シャ乱Q                                | GOLDEN Q                                  | 「ホワイト」                                                       | Additional Drums                           |
| 1997年2月19日  | L⇔R                                    | アイネ・クライネ・ナハト・ミュージック    | 「そんな気分じゃない "JAM TASTE Version"」                         | Drums on chorus & bridge, fills on refrain |
| 1997年5月25日  | テイ・トウワ                           | Sound Museum                              | 「Tamilano」                                                       | Sampling Drum Breaks                       |
| 2005年4月2日   | テイ・トウワ                           | FLASH                                     | 「SOMETIME SAMURAI」                                               | ドラムス                                   |
| 1997年9月21日  | CHARA                                  | Junior Sweet                              | 「しましまのバンビ」                                               | ドラムス                                   |
| 1997年11月1日  | 吉田拓郎とLOVE2 ALL STARS              | みんな大好き                              | 「我が良き友よ」                                                   | ドラムス                                   |
| 1998年9月30日  | 村上"ポンタ"秀一                       | Welcome to My Life                        | 「WELCOME TO MY RHYTHM [こんなオイラに誰がした] 〜 嵐を呼ぶ男」    | Solo Drums                                 |
| 1999年5月21日  | COIL                                   | クルクル フェチ                           | 「クルクル フェチ」                                                | ドラムス                                   |
| 1999年8月21日  | 所ジョージ                             | 洗濯脱水                                  | 「恋の唄」                                                         | ドラムス                                   |
| 2009年10月28日 | 稲垣潤一                               | 男と女2 -TWO HEARTS TWO VOICES-           | 「雨」                                                             | デュエット                                 |
| 2010年11月22日 | 松浦亜弥                               | Click you Link me                         | 「渡良瀬橋」                                                       | コーラス・アルトリコーダー                 |
| 2011年4月9日   | がんばろうニッポン 愛は勝つ シンガーズ | 愛は勝つ                                  | 「愛は勝つ」                                                       | ボーカル                                   |
| 2013年8月7日   | 森高千里×泉谷しげる                    | 昭和の歌よ、ありがとう                    | 「悲しくてやりきれない」                                           | デュエット                                 |
| 2013年8月7日   | 八代亜紀×泉谷しげる                    | 昭和の歌よ、ありがとう                    | 「夜につまづき」                                                   | ドラムス                                   |
| 2016年9月7日   | 相田翔子・森高千里                     | 『ザ・ピーナッツ トリビュート・ソングス』 | 「情熱の花」                                                       | ボーカル                                   |

### 提供楽曲
初出曲のみ記述、既出曲のカバーは除外。
作詞
- 高橋諭一「くもり空」
作詞：森高千里 / 作曲・編曲：高橋諭一（1991年1月25日） - シングル
- 加藤紀子「引き裂かないで二人を」/ (C/W)「今度私どこか連れていって下さいよ」（1992年7月25日） - シングル
作詞：森高千里 / 作曲・編曲：斉藤英夫
- 城之内早苗「幸せになります」（1995年4月26日） - シングル
作詞：森高千里 / 作曲・編曲：斉藤英夫
- 和田アキ子「さあ冒険だ」（1995年9月1日）- シングル
作詞：森高千里 with s.itoi / 作曲：カールスモーキー石井 / 編曲：米米CLUB
- カントリー娘。「二人の北海道」（1999年7月23日） - シングル
作詞：森高千里 / 作曲：つんく / 編曲：前嶋康明
- カントリー娘。「雪景色」「雪だより」（1999年11月30日） - シングル
作詞：森高千里 / 作曲：つんく / 編曲：高橋諭一

作曲
- 高山厳「眠らせて」（1994年8月1日、アルバム「悲しみよ一粒の涙も」収録）
作詞：たきのえいじ / 作曲：森高千里 / 編曲：今泉敏郎
- 高山厳「心の扉」
作詞：たきのえいじ / 作曲：森高千里 / 編曲：今泉敏郎（1995年7月26日、アルバム「愛は炎のように」収録）
- 清水綾子「13月の雨〜せめて雨が止むまで〜」（1994年11月23日）- シングル
作詞：たきのえいじ / 作曲：森高千里 / 編曲：若草恵[注 11]

## 映像作品

### LD、ビデオ
発売当時はビジュアル面での営業戦略として、斬新なプロモーションビデオの販売展開がなされていた。当時森高が所属していたレコード会社が、パイオニアの資本が入ったワーナー・パイオニアだったこともあり、秋葉原電気街ではレーザーディスク本体の店頭デモンストレーションのほとんどが「臭いものにはフタをしろ!!」の一色になった時期もある。毎年行われていたコンサートの映像やプロモーションビデオのほとんどがレーザーディスクとVHSで販売されていた。
ライヴビデオ
1. LIVE★GET SMILE 日本青年館ライヴ（1988年）
2. 見て 〜スペシャル〜 ライヴ（1989年）
3. 非実力派宣言（1990年3月10日）
4. 古今東西 〜鬼が出るか蛇が出るかツアー（1991年）
5. LIVE ROCK ALIVE（1993年）
6. Lucky 7 LIVE（1994年）
7. CHISATO MORITAKA 96 [DO THE BEST] AT YOKOHAMA ARENA（1996年）
8. MORITAKA CHISATO 1997 PEACHBERRY SHOW（1998年）
9. CHISATO MORITAKA 1998 SAVA SAVA TOUR（1999年）
10. LIVE HOUSE TOUR 1998 sa va sa va（1999年）- ファンクラブ限定

ライヴドキュメント & クリップ
1. chisato moritaka 'Taiyo' ON & OFF（1997年）

ビデオクリップ
1. ザ・ミーハー（スペシャル・ミーハー・ミックス）（1988年）
2. ザ・ストレス（1989年）

ビデオクリップ集
1. 見て（1988年）
2. 17才（1989年）
3. 臭いものにはフタをしろ!!（1991年）
4. ROCK ALIVE（1992年）
5. 気分爽快（1994年）
6. Video Clips "five"（1998年）

### CDV、ビデオ
1. ミーハー（1988年）
2. オーバーヒート・ナイト（1988年）

### DVD
森高千里が活動を休止した1999年には、パッケージメディアとしてはVHSの次世代となるDVDが普及し始めていた。この状況を受けて2000年に既に発売していたLDとほぼ同内容のビデオクリップ集「Chisato Moritaka DVD Collection」が発売された。「見て」「ザ・ストレス」「17才」の3枚と「臭いものにはフタをしろ!!」「ROCK ALIVE」の2枚がカップリングされ、それぞれ1枚のDVDに収録された。このビデオクリップ集は予定していた生産数を完売し入手が長らく困難だったが、2012年の音楽活動再開の際に再生産されることになった。
Chisato Moritaka DVD Collection no.1-no.15
1. GET SMILE〜日本青年館ライヴ〜（2000年8月23日）
2. 見て 〜スペシャル〜 ライヴ in 汐留 PIT II 4.15 '89（同上）
3. THE THIRD LIVE VIDEO 非実力派宣言（同上）
4. 古今東西 〜鬼が出るか蛇が出るかツアー（同上）
5. 見て/ザ・ストレス/17才（2000年9月27日）
6. 臭いものにはフタをしろ!!/ROCK ALIVE（同上）
7. LIVE ROCK ALIVE（2000年10月18日）
8. Lucky7 LIVE（同上）
9. 気分爽快（同上）
10. CHISATO MORITAKA 1996 "DO THE BEST" AT YOKOHAMA ARENA（2000年11月22日）
11. 'TAIYO’ON & OFF（同上）
12. 1997 PEACHBERRY SHOW（同上）
13. FIVE（2000年12月20日）
14. CHISATO MORITAKA 1998 SAVA SAVA TOUR（同上）
15. Chisato Moritaka DVD Collection no.15（2001年）[注 13]

ファンクラブ限定DVD
1. LIVE HOUSE TOUR 1998 sa va sa va（2002年）

### BD、DVD、CD
ライブ映像
1. 森高ランド・ツアー 1990年3月3日 at NHKホール（2013年9月18日） - BD+DVD+3CD / BD+2CD / DVD+2CD
2. 古今東西〜鬼が出るか蛇が出るかツアー'91〜完全版（2014年9月17日） - 2BD+2CD / BD+2CD / DVD+2CD
3. 1990年の森高千里（2015年5月27日） - 2BD+CD / 2DVD+CD
4. ザ・森高 ツアー 1991.8.22 at 渋谷公会堂（2017年7月26日） - BD+3CD+2LP / BD+2CD / DVD+2CD
5. 30周年Final 企画「ザ・シングルス」Day1・Day2 LIVE 2018 完全版（2019年5月22日） - 2BD / 2DVD
6. 「この街」TOUR 2019（2020年8月26日） - 2BD+2CD / BD+2CD / 3DVD+2CD / 2DVD+2CD
7. 森高千里ライブ2020（2021年7月28日） - 3BD
8. LIVE ROCK ALIVE COMPLETE（2022年11月23日） - 2BD+3CD / BD+2CD / DVD+2CD
9. 「この街」TOUR 2020-22（2023年10月18日） - BD+CD / DVD+CD
10. 「今度はモアベターよ！」2023-24（2024年10月2日） - BD / DVD / 2BD+4CD / 2DVD+4CD

デビュー25周年企画 森高千里 セルフカバーシリーズ "LOVE" Vol.1-Vol.10
1. Vol.1（2013年12月4日）- 2DVD+2CD（以下同）
2. Vol.2（同上）
3. Vol.3（同上）
4. Vol.4（同上）
5. Vol.5（2014年9月3日）
6. Vol.6（同上）
7. Vol.7（2015年3月18日）
8. Vol.8（同上）
9. Vol.9（2015年10月21日）
10. Vol.10（2017年12月13日）

### その他の出演作品
- Pacific Heaven at Yokohama Arena（2000年1月） - ビデオ (VHS)[注 14]
- ℃-ute武道館コンサート 2013『Queen of J-POP〜たどり着いた女戦士〜』（2013年12月18日） - Blu-ray/DVD[注 15]
- 35th Anniversary スタ☆レビ大宴会 〜6時間大コラボレーションライブ〜（2018年1月31日） - Blu-ray/DVD

## マルチメディアソフト
ビデオクリップ、撮り下ろしインタビュー映像、CM映像、ライブ映像、ミニゲーム、写真素材等で構成された統合ソフト。当時最先端だったパノラマ映像技術Quick Time VRを採用した「CD-ROM 渡良瀬橋」は1996年1月時点で4万枚を超える大ヒットとなり、同趣向のソフト「渡良瀬橋／ララ サンシャイン」「サファリ東京」が発売された。
- CD-ROM 渡良瀬橋[28]
  - Hybrid版 (Windows/Macintosh)（1995年12月20日）
  - PiPPiN版（1996年）
- 渡良瀬橋／ララ サンシャイン[注 16][29]
  - セガサターン用ソフト（1997年9月11日）
- サファリ東京[30]
  - Hybrid版 (Windows/Macintosh)（1998年10月16日）
  - PlayStation用ソフト（1998年10月22日）

マルチアングルライブ
プレイヤーが森高のライブ映像をアングルを切り替えながら編集するモード。市販ビデオ未収録曲、「素敵な誕生日」のライブ映像も収録されている。

## 出演

### CM
- 大塚製薬「ポカリスエット」（1986年 - 1988年）[32]、（2012年 - ）
- パイオニア
  - 留守番テレフォン（1988年 - 1990年）
  - 留守番できるコードレス（1990年）
  - 留守番コードレス（1990年）
- 江崎グリコ「アーモンド・クラッシュ・ポッキー」（1990年 - 1991年）
- 全日空
  - ANA'S SUMMER沖縄（1993年）
  - ANA'S ラ・九州（1993年）
- アサヒビール
  - アサヒ生ビール Z 春夏編（1994年）
  - アサヒ生ビール Z 秋冬編（1994年）
  - アサヒスタイルフリー［プリン体ゼロ］（2015年4月 - ）[33]
- サントリー
  - アイス・ジン（1995年 - 1996年）
  - アイス・ウォッカ（1995年）
- 明治製菓
  - 明治ミルクチョコレート（1996年 - 1998年） - OA曲「明治チョコレート・テーマ(オリジナル・アレンジ)」[注 17]
  - Meltykiss（1996年 - 1998年）
- ローソン
  - ローソンへ行かなくちゃ。（1997年 - 1998年）※ 1998年版は細野晴臣と共演
  - 夏のローソンへ行かなくちゃ。（1997年）
- 日本生命
  - My アニバーサリー（1997年）
  - ふれあい家族ナイスケア（1998年 - 1999年）
  - ふれあい家族ナイスケアEX（1999年）
- 東京電力：'97バヂャー家シリーズ（1997年）
- カネボウ
  - SALA（1998年 - 1999年）
  - 海のうるおい藻（2001年 - 2002年）
- キリンビバレッジ「Naturals-ナチュラルズ」（1999年）
- 日本コカ・コーラ「ジョージア カフェレーチェ」 - OA曲「明日があるさ」※ 新録。楽曲のみ。
- トヨタ自動車「カローラスパシオ」（2001年 - 2002年）- OA曲「ララ サンシャイン(カヴァー)」
- 武田薬品工業「ハイシー」（2004年 - 2005年）
- ハウス食品「ジャワカレー」（2004年 - 2009年）[3] ※江口洋介と共演。
- 九州電力「キレイ・ライフ」（2005年 - 2009年）
- ライオン「クリニカ」・PCクリニカ（2006年 - 2007年）
- 日産自動車「ラフェスタ」（2007年）※このCMのために新曲「ラララ ドライビング ラララ ラフェスタ」が製作され、CDも製作されたが、市販はされず、日産の販促用のみに無料配布された。
- 花王
  - ブローネ（2008年 - 2009年）
  - ハミングNeo（2010年 - 2011年）[34]
- パナソニック
  - ナノイー除菌（2009年 - 2010年）
  - 愛情サイズ（2010年 - 2012年）[35]
- 不二家「ペコちゃんウエハースチョコレート」（2010年 - 2011年）
- キッコーマン「うちのごはん」（2011年5月 - ）[36] -（CMオリジナル曲、曲名不明）
- 大幸薬品「正露丸」（2014年7月 - ）- OA曲「喇叭譜・食事（オリジナル・アレンジ）」
- コーセー
  - アスタブラン（2015年）[37]
  - エスプリーク エクラ（2015年）[38]
- カブドットコム証券（2017年6月24日 - ）[39]
- DHC：DHC クイーン オブ セラム（2019年4月 - ）[40]
- ヤクルト本社
  - 「ラクトデュウ」『ハリふわサイン』篇（2022年11月1日 - ）
  - 「パラビオ」『乳酸菌は肌にいい』篇（2023年11月14日 - ）

### 映画
- あいつに恋して（1987年5月30日、配給：東宝、監督：新城卓、製作：フィルムリンク・インターナショナル、ワーナーパイオニア他） - 松前千里 役
- シャ乱Qの演歌の花道（1997年8月30日、配給：東宝、監督：滝田洋二郎、製作：フジテレビジョン） - 森高千里（本人）役 ※友情出演

### テレビドラマ
- アナウンサーぷっつん物語 第5話（1987年5月4日、フジテレビ系） - 生放送企画の回。アシスタントを務めていたTVハッカーのメンバーと共にゲスト出演（番組のPR）
- 銀河テレビ小説「まんが道・青春編」（1987年7月27日、NHK総合） - 幸田真弓 役
- 月曜ドラマランド「ガクエン情報部H.I.P.」（1987年9月21日、フジテレビ系） - 一之瀬遊子 役
- 短編ドラマシリーズ 家族「川は流れる」（1987年12月1日、NHK総合） - 国島幸子 役
- ドラマ女の四季「母と子の卒業式」（1988年3月28日、テレビ東京） - 津村夏紀 役

### その他のテレビ番組
- TVハッカー（1987年4月19日 - 9月、フジテレビ系） - アシスタント
- BSアートへの招待（2010年4月 - 、NHK BS2、BShi）
- BSプレミアム 黄金の扉（2011年4月 - 、NHK BSプレミアム） - ナビゲーター
- にっぽん紀行「“千年の草原”に生きる〜熊本 阿蘇〜」（2012年10月18日、NHK総合）
- 水曜歌謡祭（2015年4月15日 - 9月2日、フジテレビ） - 司会[41]
- Love music（2015年10月16日 - 2023年9月18日、フジテレビ） - 司会[42]
- FNSうたの夏まつり（フジテレビ） - 司会
  - 2015 FNSうたの夏まつり（2015年7月29日）
  - 2016 FNSうたの夏まつり 〜海の日スペシャル〜（2016年7月18日）
  - 2017 FNSうたの夏まつり 〜アニバーサリーSP〜（2017年8月2日）
  - 2018 FNSうたの夏まつり（2018年7月25日）
  - 2019 FNSうたの夏まつり（2019年7月24日）
- FNS歌謡祭（フジテレビ） - 司会
  - 2015 FNS歌謡祭（2015年12月2日）
  - 2015 FNS歌謡祭 THE LIVE（2015年12月16日）
  - 2016 FNS歌謡祭（2016年12月7日・12月14日）
  - 2017 FNS歌謡祭（2017年12月6日・12月13日）
  - 2018 FNS歌謡祭（2018年12月5日・12月12日）
- FNSうたの春まつり（フジテレビ）司会
  - 2016 FNSうたの春まつり（2016年3月28日）
  - 2017 FNSうたの春まつり（2017年3月22日）
- 地球絶景紀行（2015年4月 - 2018年9月、BS-TBS）
- J-POPヒストリー（2022年3月、BS日テレサブチャンネル〈142CH〉） - 森高千里の曲と列車からの映像で構成。
- 森高千里の暮らしてみたい世界この街（2023年12月2日、BS日テレ） - ナレーション[43]

### NHK紅白歌合戦出場歴
| 年度/放送回               | 回 | 曲目                   | 出演順 | 対戦相手 |
| ------------------------- | -- | ---------------------- | ------ | -------- |
| 1992年（平成4年）/ 第43回 | 初 | 私がオバさんになっても | 12/28  | 美川憲一 |
| 1993年（平成5年）/第44回  | 2  | 私の夏                 | 12/26  | 福山雅治 |
| 1994年（平成6年）/ 第45回 | 3  | 素敵な誕生日           | 14/25  | 西城秀樹 |
| 1995年（平成7年）/ 第46回 | 4  | 二人は恋人             | 08/25  | SMAP     |
| 1996年（平成8年）/ 第47回 | 5  | ララ サンシャイン      | 08/25  | 郷ひろみ |
| 1997年（平成9年）/ 第48回 | 6  | SWEET CANDY            | 09/25  | 前川清   |

注意点
- 出演順は「出演順/出場者数」で表す。

### ミュージックステーション
テレビ朝日系列で放送されている『ミュージックステーション』は1988年から出演。2021年までに、全81回出演している。
| 回 | 年     | 放送日   | 曲目                                                                                            | 備考                           |
| -- | ------ | -------- | ----------------------------------------------------------------------------------------------- | ------------------------------ |
| 1  | 1988年 | 11月18日 | ALONE                                                                                           |                                |
| 2  | 1989年 | 5月26日  | 17才                                                                                            |                                |
| 3  | 1989年 | 7月7日   | 17才                                                                                            |                                |
| 4  | 1989年 | 9月1日   | 非実力化宣言                                                                                    |                                |
| 5  | 1989年 | 9月22日  | だいて                                                                                          |                                |
| 6  | 1989年 | 10月27日 | 今度どこか連れていってくださいよ                                                                |                                |
| 7  | 1989年 | 12月29日 | ストレス"ザ・森高ランド"ヴァージョン                                                            |                                |
| 8  | 1990年 | 2月2日   | 道 / その後の私 / ミーハー / 17才                                                               |                                |
| 9  | 1990年 | 2月16日  | 青春                                                                                            |                                |
| 10 | 1990年 | 3月2日   | 道                                                                                              |                                |
| 11 | 1990年 | 4月20日  | ペッパー警部 / S･O･S/ 渚のシンドバッド / UFO                                                    | ピンクレディーメドレー         |
| 12 | 1990年 | 6月15日  | 臭いものにはフタをしろ!!                                                                        |                                |
| 13 | 1990年 | 6月29日  | のぞかないで                                                                                    |                                |
| 14 | 1990年 | 7月20日  | ひと夏の経験 / GOOD Bye Season / GET SMILE / ロックンロールウィドウ / 臭いものにはフタをしろ !! |                                |
| 15 | 1990年 | 9月7日   | 雨                                                                                              |                                |
| 16 | 1990年 | 10月19日 | 雨                                                                                              |                                |
| 17 | 1990年 | 12月7日  | この街                                                                                          |                                |
| 18 | 1990年 | 12月28日 | 雨 / あるOLの青春 / 17才                                                                        |                                |
| 19 | 1991年 | 2月8日   | この街                                                                                          |                                |
| 20 | 1991年 | 2月22日  | 勉強の歌                                                                                        |                                |
| 21 | 1991年 | 4月19日  | 勉強の歌                                                                                        |                                |
| 22 | 1991年 | 7月5日   | 八月の恋                                                                                        |                                |
| 23 | 1991年 | 8月9日   | 八月の恋～アルバムバージョン                                                                    |                                |
| 24 | 1991年 | 8月30日  | 彼女 / 臭いものにはフタをしろ!! / あるOLの青春                                                  |                                |
| 25 | 1991年 | 11月15日 | ファイト!!                                                                                      |                                |
| 26 | 1991年 | 12月6日  | ファイト!!                                                                                      |                                |
| 27 | 1991年 | 12月27日 | 勉強の歌                                                                                        |                                |
| 28 | 1992年 | 2月28日  | コンサートの夜                                                                                  |                                |
| 29 | 1992年 | 3月20日  | コンサートの夜                                                                                  |                                |
| 30 | 1992年 | 4月10日  | 雨 / この街                                                                                     |                                |
| 31 | 1992年 | 7月3日   | 私がオバサンになっても                                                                          |                                |
| 32 | 1992年 | 7月24日  | 私がオバサンになっても                                                                          |                                |
| 33 | 1992年 | 8月21日  | 私がオバサンになっても                                                                          |                                |
| 34 | 1992年 | 12月18日 | 私がオバサンになっても                                                                          |                                |
| 35 | 1993年 | 1月29日  | 渡良瀬橋                                                                                        |                                |
| 36 | 1993年 | 2月19日  | 渡良瀬橋                                                                                        |                                |
| 37 | 1993年 | 4月9日   | 私がオバサンになっても / 私の夏                                                                 |                                |
| 38 | 1993年 | 5月14日  | 私の夏                                                                                          |                                |
| 39 | 1993年 | 7月2日   | Memories                                                                                        |                                |
| 40 | 1993年 | 8月13日  | Memories                                                                                        |                                |
| 41 | 1993年 | 10月22日 | 風に吹かれて                                                                                    |                                |
| 42 | 1993年 | 12月24日 | 風に吹かれて                                                                                    |                                |
| 43 | 1994年 | 2月4日   | 気分爽快                                                                                        |                                |
| 44 | 1994年 | 3月4日   | 気分爽快                                                                                        |                                |
| 45 | 1994年 | 4月1日   | 雨 / 気分爽快                                                                                   |                                |
| 46 | 1994年 | 5月20日  | 夏の日                                                                                          |                                |
| 47 | 1994年 | 6月24日  | 夏の日                                                                                          |                                |
| 48 | 1994年 | 10月7日  | 夏の日 / 素敵な誕生日                                                                           |                                |
| 49 | 1994年 | 10月21日 | 素敵な誕生日                                                                                    |                                |
| 50 | 1994年 | 12月30日 | 気分爽快                                                                                        |                                |
| 51 | 1995年 | 2月10日  | 二人は恋人                                                                                      |                                |
| 52 | 1995年 | 3月3日   | 二人は恋人                                                                                      |                                |
| 53 | 1995年 | 4月7日   | 二人は恋人 / 渡良瀬橋 / この街                                                                  |                                |
| 54 | 1995年 | 10月6日  | 気分爽快 / 休みの午後                                                                           |                                |
| 55 | 1995年 | 10月20日 | 休みの午後                                                                                      |                                |
| 56 | 1995年 | 12月1日  | ジンジンジングルベル                                                                            |                                |
| 57 | 1995年 | 12月29日 | 二人は恋人                                                                                      |                                |
| 58 | 1996年 | 2月23日  | SO BLUE                                                                                         |                                |
| 59 | 1996年 | 3月22日  | SO BLUE                                                                                         |                                |
| 60 | 1996年 | 4月5日   | 気分爽快 / SO BLUE                                                                              |                                |
| 61 | 1996年 | 6月14日  | ララ サンシャイン                                                                               |                                |
| 62 | 1996年 | 7月12日  | ララ サンシャイン                                                                               |                                |
| 63 | 1996年 | 10月4日  | 銀河の夢                                                                                        |                                |
| 64 | 1996年 | 11月8日  | 銀河の夢                                                                                        |                                |
| 65 | 1996年 | 12月6日  | 銀河の夢                                                                                        |                                |
| 66 | 1996年 | 12月27日 | 銀河の夢                                                                                        |                                |
| 67 | 1997年 | 2月28日  | Let's Go!                                                                                       |                                |
| 68 | 1997年 | 3月28日  | 素敵な誕生日 / Let's Go!                                                                        |                                |
| 69 | 1997年 | 6月13日  | SWEET CANDY                                                                                     |                                |
| 70 | 1997年 | 8月1日   | SWEET CANDY                                                                                     |                                |
| 71 | 1997年 | 11月7日  | ミラクルライト                                                                                  | 細野晴臣と共演                 |
| 72 | 1997年 | 11月21日 | SNOW AGAIN                                                                                      |                                |
| 73 | 1997年 | 12月26日 | SNOW AGAIN                                                                                      |                                |
| 74 | 1998年 | 3月6日   | 電話                                                                                            |                                |
| 75 | 1998年 | 7月17日  | 海まで5分                                                                                       |                                |
| 76 | 1999年 | 3月12日  | 私のように                                                                                      |                                |
| 77 | 1999年 | 5月28日  | まひるの星                                                                                      |                                |
| 78 | 2009年 | 11月20日 | 雨                                                                                              | 10年ぶりの出演、稲垣潤一と共演 |
| 79 | 2015年 | 9月23日  | 私がオバサンになっても                                                                          |                                |
| 80 | 2016年 | 9月19日  | 気分爽快                                                                                        |                                |
| 81 | 2021年 | 12月24日 | 気分爽快                                                                                        |                                |

### ラジオ
- ミュージックスクエア（NHK-FM）（1993年4月 - 1995年3月）
- FMリクエストアワー東京版 (NHK FM)
- 関根勤のTOKYOベストヒット（ニッポン放送）（1989年4月14日 - 10月6日）
- 森高千里のM伝説（MBSラジオ）（1989年10月16日 - 1990年4月6日）
- 森高千里 ザ・青春（ニッポン放送）（1990年10月 - 1993年3月）
- 森高千里 千里（ちさと）の道も一歩から（ニッポン放送、岡田屋モアーズ一社提供）（1993年4月 - 1995年5月）
- 森高千里 STEP BY STEP（ニッポン放送、日立製作所一社提供）（1995年6月 - 1998年3月）
- 森高千里 スタジオピーチベリー（ニッポン放送、シオノギ製薬一社提供）（1998年4月 - 2000年3月）
- オールナイトニッポン MUSIC10（2020年4月 -（名取裕子・岸谷香と週替わりで水曜日担当）、ニッポン放送）
- 森高千里 ミッドナイトクイーン（RFラジオ日本）
- 森高千里 OVERHEATED NIGHT (TOKYO FM)
- 森高千里のキイトカナイト（TOKYO FM、ジャストシステム一社提供）（1996年4月4日 - 1998年3月26日）
- 森高千里の週末計画 もっとキイトカナイト (TOKYO FM)（1998年4月7日 - 1998年9月29日）
- KOSÉ MUSIC ON THE EDGE (TOKYO FM)
- ララ　サンシャイン　レディオ（ＦＭ大阪）（2024年10月6日ｰ　）

## 書籍

### 写真集
- 朱夏 NEW SEASON（1987年）
- りくつじゃない（1989年）
- Opera（1989年）
- i-Realite（1991年）
- 私がオバさんになっても（1992年）
- STEP BY STEP（1995年）
- PEACHBERRY（1997年）
- 2013「森高千里 LIVE ザ・NEW SEASON! 〜DO MY BEST〜」TOUR デジタルフォトブック（2013年9月30日）

### 著書
- STEP by STEP（1996年9月30日、扶桑社）[注 18]
- 森高千里 詞集（2013年5月11日、アップフロントプロモーション）[注 19][44]
- 森高千里の暮らしのレッスン（2016年9月、マガジンハウス）
- 森高千里「この街」が大好きよ（2020年9月、集英社）

### 関連書籍
- わかりやすい恋（1987年12月、角川文庫、銀色夏生 著）[3] ISBN 978-4041673027
- 森高千里としか言えない（2012年12月20日、幻冬舎、小貫信昭 著）ISBN 978-4344023062

## 交友関係
- 工藤静香
- 岸谷香
- 渡瀬マキ
- 髙橋真梨子